# ایشتوان شومودی
ایشتوان شومودی (مجاری: Somodi István; ۲۲ اوت ۱۸۸۵ – ۸ ژوئن ۱۹۶۳) ورزشکار دو و میدانی، روزنامه‌نگار، دادستان، و مربی (ورزش) اهل مجارستان بود.